# 페체르스크 국제학교
페체르스크 국제학교(Pechersk School International 페체어스크 스쿨 인터내셔널[*], PSI)는 우크라이나 키이우에 위치한 국제 학교이다. 영어를 사용하는 학교로 1995년에 설립되었다. 국제 바칼로레아 과정을 포함한다. 2005년에는 100명의 학생이 재학하고 있다.